# スノーパーク イエティ
スノーパーク イエティは、静岡県裾野市須山にあるスキー場である。富士急行系列の株式会社ピカが運営する。
2019年度（令和元年度）のシーズンより、名称をスノータウンYeti（スノータウンイエティ）から変更している。

## 概要
イエティの前身である「日本ランドスキー場」が1971年（昭和46年）12月23日に開業のちに日本ランドHOWスキー場に改称、
1999年（平成11年）に「スノータウンYeti」となった。富士山の2合目に位置している。人工造雪機 (ICS) により、開業した1999年から日本の屋外ゲレンデとしては一番早く営業を始めている。
ナイター営業や、週末のオールナイト営業を行っている（2022年度は実施せず、営業については公式サイトを参照）。また、リフトを利用しない場合は、別途入場観覧券が必要となる（例外あり）。

## ゲレンデ
ナイター営業対応
- Aゲレンデ（初級者向け）

全長1,000 m、最大斜度15度。オープン当日から滑走可能となる。
- Bゲレンデ（初級者向け）

全長1,000 m。
- Cゲレンデ（中級者・上級者向け）

全長500 m、最大斜度25度。中盤の斜度がきつめのコースとなっている。
- Dゲレンデ（中級者・上級者向け）

全長500 m、最大斜度22度。
- ジブパーク（スノーボード用）

ナイター営業非対応
- そり専用ゲレンデ（幼児・子ども向け）
- 雪遊び広場（同上）

## 施設
- リフト等
  - クワッド 1基[2]
  - ペア 2基[2]
  - ムービングベルト 2本[2]
- タウンエリア
  - ショップ
  - レストラン
- 駐車場 1350台（平日無料、土日祝日は有料）[2]

## アクセス
下記のほかに、東京都・神奈川県・静岡県の各地を発着するツアーバスも運行される。詳細は、公式サイトの直行バス（ライナーバス）を参照。
自動車
- E1 東名高速道路 裾野ICより約30分[2]。
- E1 東名高速道路  御殿場ICより約30分。
- E1A 新東名高速道路 新富士ICより約30分。

公共交通機関（鉄道・路線バス）
- 東海旅客鉄道（JR東海）御殿場線 御殿場駅より富士急モビリティで約60分[2]。
- 東海旅客鉄道（JR東海）・伊豆箱根鉄道 三島駅（南口）より富士急シティバスで約80分（裾野駅経由）[2]。